# Mantus
Nella mitologia etrusca Mantus (in etrusco Manth) e sua moglie Mania erano dei dell'oltretomba. Mantus era associato alla città di Mantua (in etrusco Manthva) l'odierna Mantova come ricordato anche da Servio nel commentare l'Eneide di Virgilio.
L'origine etrusca era supportata dal mito che voleva la città  fondata da Tarconte, fratello di Tirreno, eroi della mitologia etrusca. In questo caso l'eponimo era appunto Mantus, il dio degli inferi.
Da un'iscrizione ritrovata a Pontecagnano si può ipotizzare che uno degli appellativi di Mantus fosse anche quello che viene ricondotto al dio Suri ("il nero").